# 長洲町
長洲町（ながすまち）は、熊本県北西部にある町で、玉名郡に属する。
金魚や錦鯉の養殖業が盛んなことで知られる。

## 地理
熊本県北西部の熊本市から北西へ約40キロメートル。町の西南部は有明海に面している。有明海沿いの地域の一部は江戸時代からの干拓によって造成された土地である。全体的に低平地が多いが、町東部の内陸部はやや小高い丘陵地となっている。
町内にある長洲港からは島原半島との間を結ぶ有明フェリーが運航されている。

### 隣接する市町村
- 玉名市
- 荒尾市

### 人口
| |                                        |  |
| 長洲町と全国の年齢別人口分布（2005年） | 長洲町の年齢・男女別人口分布（2005年） |  |
| ■紫色 ― 長洲町 ■緑色 ― 日本全国 | ■青色 ― 男性 ■赤色 ― 女性              |  |
| 長洲町（に相当する地域）の人口の推移 \| 1970年（昭和45年） \| 14,084人 \| \| \| 1975年（昭和50年） \| 15,821人 \| \| \| 1980年（昭和55年） \| 16,715人 \| \| \| 1985年（昭和60年） \| 18,126人 \| \| \| 1990年（平成2年） \| 17,605人 \| \| \| 1995年（平成7年） \| 17,833人 \| \| \| 2000年（平成12年） \| 17,956人 \| \| \| 2005年（平成17年） \| 17,381人 \| \| \| 2010年（平成22年） \| 16,594人 \| \| \| 2015年（平成27年） \| 15,899人 \| \| \| 2020年（令和2年） \| 15,372人 \| \| |                                        |  |
| 総務省統計局 国勢調査より |                                        |  |
| 1970年（昭和45年） | 14,084人                               |  |
| 1975年（昭和50年） | 15,821人                               |  |
| 1980年（昭和55年） | 16,715人                               |  |
| 1985年（昭和60年） | 18,126人                               |  |
| 1990年（平成2年） | 17,605人                               |  |
| 1995年（平成7年） | 17,833人                               |  |
| 2000年（平成12年） | 17,956人                               |  |
| 2005年（平成17年） | 17,381人                               |  |
| 2010年（平成22年） | 16,594人                               |  |
| 2015年（平成27年） | 15,899人                               |  |
| 2020年（令和2年） | 15,372人                               |  |

### 地名
- 長洲
- 梅田（旧清里村）
- 高浜（旧清里村）
- 折崎（旧六栄村）
- 永塩（旧六栄村）
- 宮野（旧六栄村）
- 上沖洲（旧腹赤村）
- 清源寺（旧腹赤村）
- 腹赤（旧腹赤村）
- 有明（1974年、埋立により発足）
- 名石浜（1974年、埋立により発足）
- 姫ヶ浦（1977年、埋立により発足）

## 歴史

### 沿革
- 1889年4月1日 - 長洲町・六栄村・腹赤村・清里村が発足。
- 1955年7月20日 - 清里村を分割し、長洲町と荒尾市に編入。
- 1956年9月30日 - 六栄村と腹赤村が新設合併し、腹栄村が発足。
- 1957年10月1日 - 長洲町と腹栄村が新設合併し、新町制による長洲町が発足。

## 行政
- 町長：中逸博光
  - 歴代町長
    - 寺田喜次郎 1957年10月20日 -
    - 古閑二夫 1961年10月20日 -
    - 中逸光 1965年5月9日 -
    - 福永一實 1981年5月9日 -
    - 宮田靖次 1985年5月9日 -
    - 橋本孝明 1997年5月9日 -
    - 中逸博光 2009年5月9日 -

### 財政
- 2008年度決算における実質公債費比率は23.1％で、県内の市町村では最も高い（市町村平均は14.1％）。
- 同年度の公共下水道特別会計の収支は15億円の赤字であった。

近年、公共下水道事業で多額の赤字を計上するなど厳しい財政運営を強いられており、職員の給与カットなどを進めていた。財政再建の取り組みは、NHKの特集番組でも取り上げられた。そういった取り組みが功を奏し、平成26年度をもって累積赤字は解消されている。

## 経済
- 2004年度町内総生産799億円

## 産業

### 養殖業
金魚や錦鯉の養殖が盛んである。
また、他の有明海沿岸地域と同様、海苔の養殖も行われている。

### 工業
主に有明海沿岸の埋立地に様々な工場が立地している。
- ジャパン マリンユナイテッド有明事業所
- カナデビア有明工場
- 日立造船マリンエンジン本社・工場
- 不二ライトメタル（不二サッシ子会社）
- LIXIL有明工場
- イノアック住環境有明事業所
- 九州丸一鋼管
- 九州オーエム
- ヤマックス長洲工場

## 地域
行政区
- 長洲……新山、松原、新町、西新町、宝町、宮ノ町、上磯町、中磯町、下磯町、上町、中町、今町、出町、下本町、下東、東荒神、西荒神、大明神、有明
- 清里……梅田、建浜、駅通
- 腹赤……腹赤、腹赤新町、清源寺、平原、上沖洲、名石浜、姫ヶ浦
- 六栄……宮野、向野、向野北、立野、高田、古城、折地、赤崎、古城、鷲巣、塩屋、赤田

世帯数と人口
- 世帯数6,432 人口17,491（男性8,423 女性9,068）
（平成19年7月31日現在）

### 公共施設
- ながす未来館
- 長洲町立図書館
- 長洲町ふれあいセンター
- 長洲町中央公民館
- 健康福祉センター
- 地域福祉センター
- 町民研修センター
- 総合スポーツセンター
  - 体育館、グラウンド、室内温水プール、武道場、艇庫、弓道場、テニスコート、トレーニング室
- すこやか館（保健センター）
- 金魚と鯉の郷広場

## 教育

### 中学校
町立
- 長洲中学校

### 小学校
町立
- 長洲小学校
- 清里小学校
- 腹赤小学校
- 六栄小学校

### 幼稚園
- ひまわり幼稚園
- 長洲しおかぜこども園

### 保育所・保育園
- 六栄保育所
- 長洲こどもの海保育園

## 交通

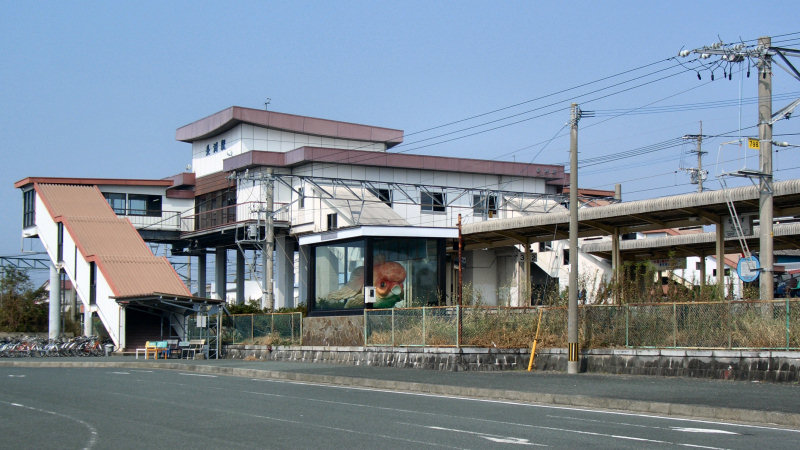
長洲駅

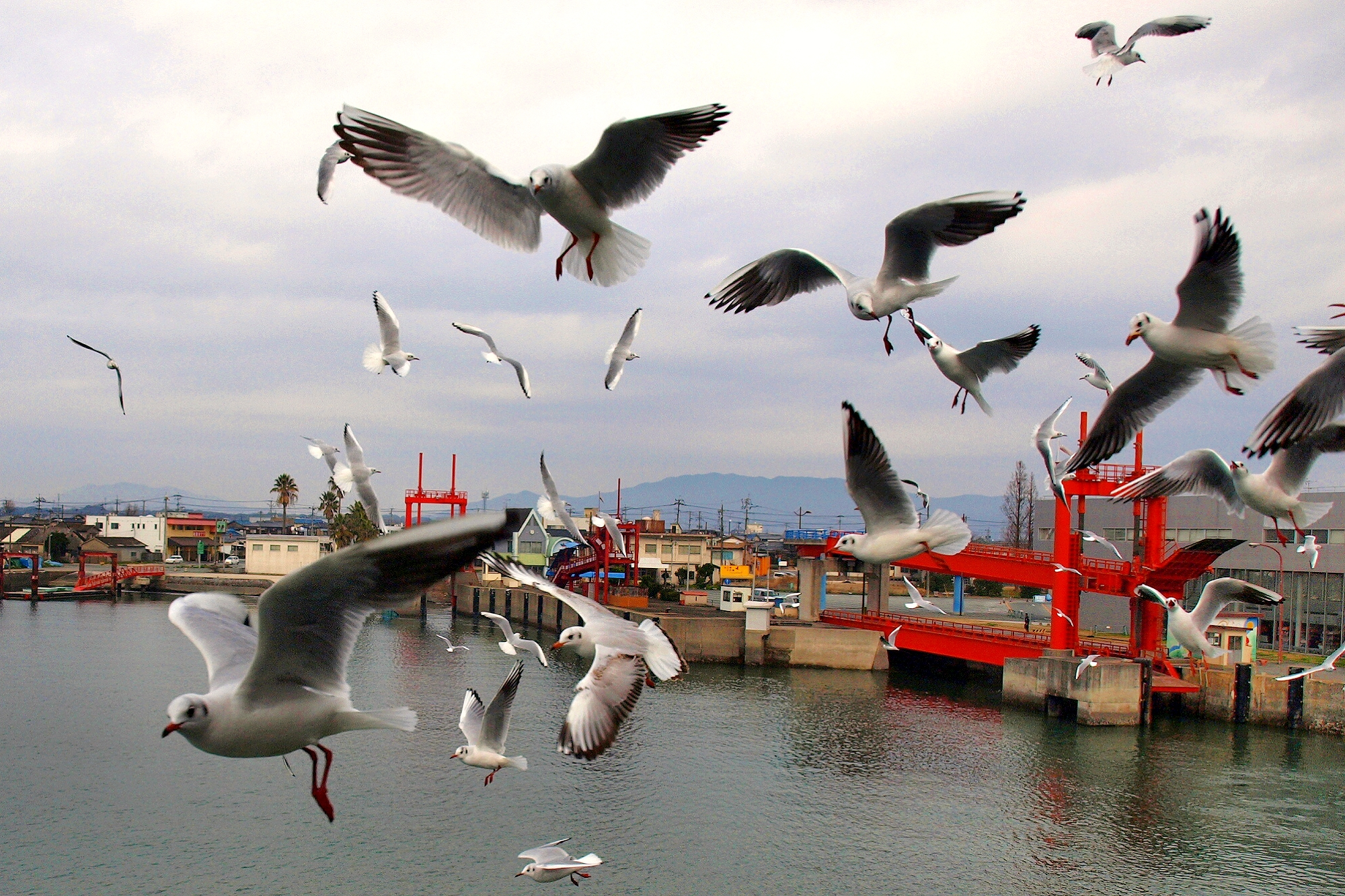
長洲港

### 鉄道
- 九州旅客鉄道（JR九州）
  - 鹿児島本線
    - 長洲駅

### 予約制乗合タクシー
- きんぎょタクシー（事前登録制）

なお、町内を通っていた産交バスの2路線が2020年9月30日限りで廃止されたため、現在は町内に外部者が登録なしで利用可能な路線バス・乗合タクシーは全くない。

### 道路

#### 一般国道
- 国道389号
- 国道501号

#### 県道
- 熊本県道46号荒尾長洲線（主要地方道）
- 熊本県道112号長洲玉名線

町内にはいかなる形態の高速道路も通っていない。九州自動車道の最寄りインターチェンジは菊水IC。有明海沿岸道路を利用する場合は三池港ICが最寄り。

### 船舶
- 有明フェリー：長洲港 - 多比良港（長崎県雲仙市）

## 名所・旧跡・観光スポット・祭事・催事

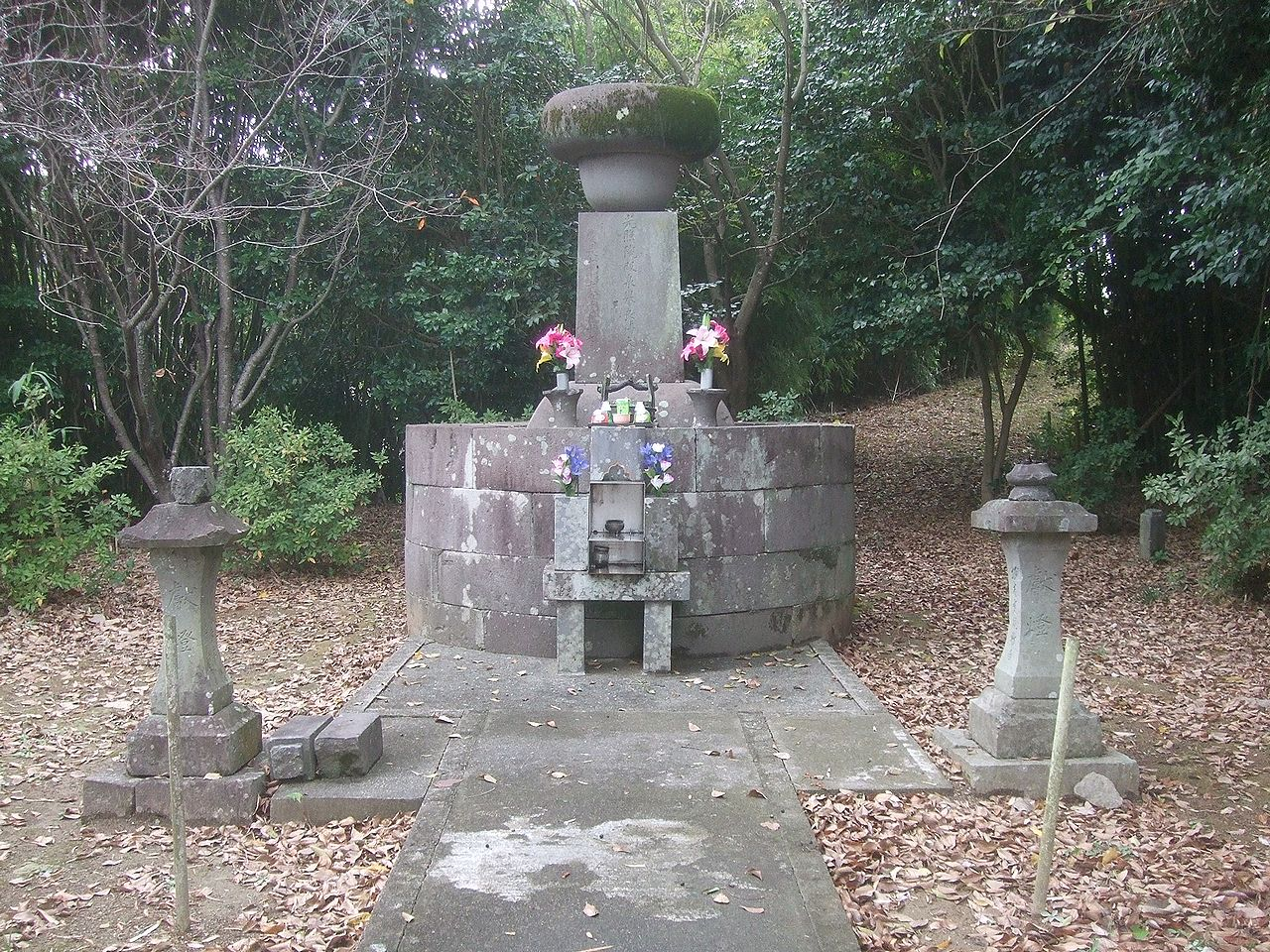
立花誾千代の墓

見所
- ぼたもちさん - 立花誾千代の墓
- 金魚と鯉の郷広場

祭事・催事
- 的ばかい（破魔弓祭）（1月）
- 長洲スプリングフェスタ（3月）
- 火の国長洲金魚まつり（5月）
- のしこら祭（8月）
- 金魚と鯉の郷まつり（10月）

## 出身著名人
- 林田彪（政治家）副大臣経験者
- 添島義和（歯科医師、歯学者）
- 福本容子（ジャーナリスト）
- 堀潮（思想史家）
- 吉田晴風（尺八演奏家、作曲家）
- 中島ゆきこ（演歌歌手）
- 福永栄助（元プロ野球選手、西鉄→ヤクルト）
- 浜岡浩幸（元プロ野球選手、阪神）
- 大瀬良直人（元プロサッカー選手、ロッソ熊本）
- 島川慎一（ウィルチェアーラグビー選手、2012年ロンドンパラリンピック出場）
- 石田順裕（プロボクサー、元WBA世界スーパーウェルター級暫定王者）
- 硯川秀人
- 塚本舞（女子サッカー選手、ルネサンス熊本フットボールクラブ / 益城ルネサンス熊本フットボールクラブ → 横浜FCシーガルズ）
- 本郷秀之（実業家、スターティアホールディングス株式会社（東証一部上場）代表取締役社長、一般財団法人ほしのわ代表理事、一般社団法人熊本創生企業家ネットワーク代表理事、NPO法人発達わんぱく会 理事）
- 林香代子(元陸上選手、砲丸投げ、元中学女子日本記録保持者、高校女子日本記録保持者、日本陸上　砲丸投げ女子10連覇達成)

## ゆかりのある著名人
- 築地正子（歌人。父が六栄村〈現・長洲町〉出身で、自身も26歳から82歳まで在住）：東京護国寺ねずみ坂（現・文京区）出身